# 巴斯卡拉
巴斯卡拉，是西班牙加泰罗尼亚赫罗纳省的一个市镇。总面积17平方公里，总人口809人（2001年），人口密度48人/平方公里。